# Ширяев, Евгений Юрьевич
Евге́ний Ю́рьевич Ширя́ев (укр. Євген Юрійович Ширяєв; род. 22 февраля 1984, Успеновка, Одесская область) — украинский футболист, вратарь.

## Игровая карьера
Воспитанник ДЮСШ из города Белгород-Днестровский, после занимался в днепропетровском УФК. Затем выступал в любительских клубах «Днепр-3» и «Тирас-2500». Зимой 2001 года перешёл в одесский «Черноморец». Вначале в основном выступал за «Черноморец-2» во Второй лиге. В основе «Черноморца» в Первой лиге дебютировал 23 июня 2001 года в домашнем матче против иванофранковского «Прикарпатья» (6:0), Ширяев вышел на 83 минуте вместо Александра Гуменюка. В сезоне 2008/09 был основным вратарём «Черноморца», также выходил в роли капитана.
Выступал за молодёжную сборную Украины до 21 года. Входил в состав сборной на молодёжном чемпионате Европы 2006 в Португалии. Тогда «молодёжка» завоевала серебряные медали, а Ширяев на турнире так и не сыграл.
В сезоне 2011/12 — основной вратарь черниговской «Десны», перед которой стояла задача возвращения в Первую лигу. В 2012 году перешёл в кировоградскую «Звезду». В марте 2014 года принял гражданство Казахстана.

## Студенческая сборная Украины
В составе студенческой сборной Украины принимал участие в XXII летней универсиаде, которая проходила в 2003 году в Тэгу (Южная Корея). Украинская футбольная команда заняла итоговое 11 место.

## Достижения
- Серебряный призёр молодёжного чемпионата Европы: 2006